# 鄭選
鄭選（1471年—？），字于眾，河南汝寧府光州人，民籍，明朝政治人物。

## 生平
幼孤，事祖母以孝闻。弘治十四年（1501年）辛酉科河南鄉試第三名舉人，弘治十五年（1502年）中式壬戌科會試第四十六名，三甲第二十七名進士。授洪洞縣知縣，升戶部主事，管臨清鈔关，寻迁郎中，督饷大同，经理有法，士马嬉腾。正德十一年（1516年）出為平涼府知府。又移夔州府。两居牧府，严明仁爱之声溢于远近，以老归乡。

## 家族
曾祖鄭憲，縣丞；祖父鄭宏；父鄭瓚，贈戶部主事。母但氏；繼母龔氏。重慶下。弟鄭遷。